# Tokyo Yamimushi
Tokyo Yamimushi (東京闇虫, Tokyo Yami Mushi) est un seinen manga créé par Yūki Honda. Il est prépublié entre août 2010 et 2013 dans le magazine Young Animal de l'éditeur Hakusensha et compilé en sept volumes entre mars 2011 et mars 2013. La version française est éditée par Panini Comics depuis juillet 2012 dans la collection Génération comics (« Panini - Seinen ») et les sept tomes sont sortis au 11 février 2015.
Yūki Honda travaille sur une suite intitulée Tokyo Yamimushi - 2nd Scenario - Pandora (東京闇虫-2nd scenario-パンドラ) prépubliée entre février 2013 et janvier 2016 dans le magazine Young Animal, et publiée par Hakusensha depuis juillet 2013.

## Manga

### Tokyo Yamimushi

#### Liste des volumes
| no | Japonais          | Japonais          | Français        | Français          |
| no | Date de sortie    | ISBN              | Date de sortie  | ISBN              |
| --- | ----------------- | ----------------- | --------------- | ----------------- |
| 1 | 29 mars 2011      | 978-4-592-14811-1 | 21 août 2013    | 978-2-8094-3287-9 |
| Liste des chapitres : - 1. Frontière - 2. Cent mille - 3. Connard - 4. L'illégalité ? - 5. Curry - 6. Récupération - 7. Toit - 8. Remerciements                                                                                        |                   |                   |                 |                   |
| 2 | 29 août 2011      | 978-4-592-14812-8 | 16 octobre 2013 | 978-2-8094-3352-4 |
| Liste des chapitres : - 9. Cybercafé - 10. Partenaire - 11. L'empire Aiba - 12. Tyran - 13. Téléphone - 14. Manœuvre - 15. Paluchage en 2D - 16. Je vais rembourser - 17. Mensonge                                                     |                   |                   |                 |                   |
| 3 | 28 décembre 2011  | 978-4-592-14813-5 | 4 décembre 2013 | 978-2-8094-3476-7 |
| Liste des chapitres : - 18. Fin du monde - 19. Birthday - 20. Hello my friend - 21. Nobody knows - 22. Party time - 23. Rising sun - 24. Fuckin' shit - 25. In a room - 26. Five million yen or die                                    |                   |                   |                 |                   |
| 4 | 27 avril 2012     | 978-4-592-14814-2 | 5 février 2014  | 978-2-8094-3648-8 |
| Liste des chapitres : - 27. Murderous design - 28. I believe in you - 29. Last gamble - 30. Three days - 31. Last message - 32. Opportunité - 33. Trente mille yens - 34. Naissance d'un couple - 35. Remboursement - 36. Mots d'amour |                   |                   |                 |                   |
| 5 | 28 septembre 2012 | 978-4-592-14815-9 | 7 mai 2014      | 978-2-8094-3952-6 |
| Liste des chapitres : - 37. « Souris » ? - 38. Kunio House - 39. Spectacle nocturne (1) - 40. Spectacle nocturne (2) - 41. Noyade - 42. Patience - 43. La méthode Kunio - 44. Demain, c'est "Kunio Boxing" - 45. Je veux ma revanche   |                   |                   |                 |                   |
| 6 | 28 février 2013   | 978-4-592-14816-6 | 15 octobre 2014 | 978-2-8094-4164-2 |
| Liste des chapitres : - 46. Boss - 47. Irruption - 48. Retrouvailles - 49. Ma claque - 50. Baston dans les flammes - 51. Choix de vie, choix de mort - 52. Différence de force                                                         |                   |                   |                 |                   |
| 7 | 29 mars 2013      | 978-4-592-14817-3 | 11 février 2015 | 978-2-8094-4416-2 |
| Liste des chapitres : - 53. Châtiment - 54. Non-retour - 55. Tout mon être - 56. Pour vous - 57. Épilogue - Bonus - Tokyo Yamimushi, le prototype                                                                                      |                   |                   |                 |                   |

### Tokyo Yamimushi - 2nd Scenario - Pandora

#### Liste des volumes
| no | Japonais         | Japonais          |
| no | Date de sortie   | ISBN              |
| -- | ---------------- | ----------------- |
| 1  | 29 juillet 2013  | 978-4-592-14051-1 |
| 2  | 27 décembre 2013 | 978-4-592-14052-8 |
| 3  | 30 mai 2014      | 978-4-592-14053-5 |
| 4  | 29 octobre 2014  | 978-4-592-14054-2 |
| 5  | 27 mars 2015     | 978-4-592-14055-9 |
| 6  | 29 juillet 2015  | 978-4-592-14056-6 |
| 7  | 29 février 2016  | 978-4-592-14057-3 |
| 8  | _                |                   |

## Film en prise de vues réelles
Le manga a été adapté en film en prise de vues réelles. Il est sorti en deux parties dans les salles japonaises le 28 septembre 2013,.
L'adaptation de Tokyo Yamimushi - 2nd Scenario - Pandora a été annoncée en octobre 2014. Le film est sorti au Japon en 2015.

### Fiche technique
- Titre original : Tokyo Yamimushi (Part I & II)
- Réalisation : Sakichi Satō
- Scénario : Sakichi Satō, d'après le manga de Yūki Honda
- Société de production : Excellent Film
- Pays d'origine :  Japon
- Langue originale : japonais
- Genre : drame
- Date de sortie :
  -  Japon : 28 septembre 2013

### Distribution
- Ren Kiriyama : Kato
- Kosuke Toyohara : Asamura
- Kyōsuke Yabe

### Édition japonaise
Hakusensha
Tokyo Yamimushi
1. 1 2  (ja) « Tome 1 ».
2. 1 2  (ja) « Tome 2 ».
3. 1 2  (ja) « Tome 3 ».
4. 1 2  (ja) « Tome 4 ».
5. 1 2  (ja) « Tome 5 ».
6. 1 2  (ja) « Tome 6 ».
7. 1 2  (ja) « Tome 7 ».

Tokyo Yamimushi - 2nd Scenario - Pandora
1. 1 2  (ja) « Tome 1 ».
2. 1 2  (ja) « Tome 2 ».
3. 1 2  (ja) « Tome 3 ».
4. 1 2  (ja) « Tome 4 ».
5. 1 2  (ja) « Tome 5 ».
6. 1 2  (ja) « Tome 6 ».
7. 1 2  (ja) « Tome 7 ».

### Édition française
Panini Comics
Tokyo Yamimushi
1. 1 2  (fr) « Tome 1 ».
2. 1 2  (fr) « Tome 2 ».
3. 1 2  (fr) « Tome 3 ».
4. 1 2  (fr) « Tome 4 », sur manga-news.com.
5. 1 2  (fr) « Tome 5 ».
6. 1 2  (fr) « Tome 6 », sur manga-news.com.
7. 1 2  (fr) « Tome 7 », sur manga-news.com.